# Alcis marginata
Alcis marginata là một loài bướm đêm trong họ Geometridae.